# Seth Rogen
Seth Aaron Rogen, més conegut com a Seth Rogen, (Vancouver, 15 d'abril de 1982) és un actor, comediant, guionista i director de cinema canadenc-estatunidenc.

## Filmografia

### Cinema

#### Com a actor
| Any  | Títol                                               | Paper                                 | Notes              | Referències |
| ---- | --------------------------------------------------- | ------------------------------------- | ------------------ | ----------- |
| 2001 | Donnie Darko                                        | Ricky Danforth                        |                    |             |
| 2004 | El reporter (Anchorman: The Legend of Ron Burgundy) | el càmera Scotty                      |                    |             |
| 2005 | Verge als 40                                        | Cal                                   |                    |             |
| 2006 | You, Me and Dupree                                  | Neil                                  |                    |             |
| 2007 | Shrek Tercer                                        | capità del vaixell (veu)              |                    |             |
| 2007 | Knocked Up                                          | Ben Stone                             |                    |             |
| 2007 | Jay and Seth versus the Apocalypse                  | Seth                                  | Curtmetratge       |             |
| 2007 | Supersortits                                        | Oficial Michaels                      |                    |             |
| 2008 | Les cròniques de Spiderwick                         | Hogsqueal (veu)                       |                    |             |
| 2008 | Horton Hears a Who!                                 | Morton el ratolí (veu)                |                    |             |
| 2008 | Kung Fu Panda                                       | Mantis (veu)                          |                    |             |
| 2008 | Germans per pebrots                                 | Gestor d'articles esportius           | Cameo              |             |
| 2008 | Pineapple Express                                   | Dale Denton                           |                    |             |
| 2008 | Zack and Miri Make a Porno                          | Zack Brown                            |                    |             |
| 2009 | Fanboys                                             | Almirall Seasholtz / Alien / Panerola |                    |             |
| 2009 | Monstres contra alienígenes                         | B.O.B. (veu)                          |                    |             |
| 2009 | Observe and Report                                  | Ronnie Barnhardt                      |                    |             |
| 2009 | Funny People                                        | Ira Wright                            |                    |             |
| 2009 | B.O.B.'s Big Break                                  | B.O.B. (veu)                          | Curtmetratge       |             |
| 2011 | The Green Hornet                                    | Britt Reid / The Green Hornet         |                    |             |
| 2011 | Paul                                                | Paul (veu)                            |                    |             |
| 2011 | Kung Fu Panda 2                                     | Mantis (veu)                          |                    |             |
| 2011 | 50/50                                               | Kyle Hirons                           |                    |             |
| 2011 | Take This Waltz                                     | Lou Rubin                             |                    |             |
| 2011 | Kung Fu Panda: Secrets of the Masters               | Mantis (veu)                          | Curtmetratge       |             |
| 2011 | Night of the Living Carrots                         | B.O.B. (veu)                          | Curtmetratge       |             |
| 2012 | For a Good Time, Call...                            | Jerry                                 | Cameo              |             |
| 2012 | The Guilt Trip                                      | Andy Brewster                         |                    |             |
| 2013 | This Is the End                                     | ell mateix                            |                    |             |
| 2014 | Neighbors                                           | Mac Radner                            |                    |             |
| 2014 | 22 Jump Street                                      | Morton Schmidt                        | Cameo no acreditat | [ 5 ]       |
| 2014 | The Sound and the Fury                              | Operador de telègraf                  | Cameo              |             |
| 2014 | The Interview                                       | Aaron Rapoport                        |                    |             |
| 2015 | Steve Jobs                                          | Steve Wozniak                         |                    |             |
| 2015 | Tres de farra per Nadal                             | Isaac                                 |                    |             |
| 2015 | Kung Fu Panda: Secrets of the Scroll                | Mantis (veu)                          | Curtmetratge       |             |
| 2016 | Kung Fu Panda 3                                     | Mantis (veu)                          |                    |             |
| 2016 | Neighbors 2: Sorority Rising                        | Mac Radner                            |                    |             |
| 2016 | Sausage Party                                       | Frank / Sergent Pepper (veu)          |                    |             |
| 2017 | The Disaster Artist                                 | Sandy Schklair                        |                    |             |
| 2018 | Newsflash                                           | Walter Cronkite                       | Pre-producció      |             |
| 2019 | Flarsky                                             | Fred Flarsky                          | En procés          | [ 7 ]       |
| 2019 | The Lion King                                       | Pumbaa (veu)                          | En procés          |             |
| TBA  | Zeroville                                           | Viking                                | Post-producció     |             |

#### Com a director
| Any  | Títol           | Notes                                         | Referències |
| ---- | --------------- | --------------------------------------------- | ----------- |
| 2013 | This Is the End | Direcció junt amb Evan Goldberg               |             |
| 2014 | The Interview   | Direcció junt amb Evan Goldberg               |             |
| 2017 | Bananas Town    | Direcció junt amb Evan Goldberg; Curtmetratge |             |

#### Com a productor
| Any  | Títol                        | Notes              | Referències |
| ---- | ---------------------------- | ------------------ | ----------- |
| 2005 | Verge als 40                 | Co-productor       |             |
| 2007 | Knocked Up                   | Productor executiu |             |
| 2007 | Supersortits                 | Productor executiu |             |
| 2008 | Pineapple Express            | Productor executiu |             |
| 2009 | Funny People                 | Productor executiu |             |
| 2011 | The Green Hornet             | Productor executiu |             |
| 2011 | 50/50                        |                    |             |
| 2012 | The Guilt Trip               | Productor executiu |             |
| 2013 | This Is the End              |                    |             |
| 2014 | Neighbors                    |                    |             |
| 2014 | The Interview                |                    |             |
| 2015 | The Night Before             |                    |             |
| 2016 | Sausage Party                |                    |             |
| 2016 | Neighbors 2: Sorority Rising |                    |             |
| 2017 | The Disaster Artist          |                    |             |
| 2018 | Blockers                     |                    |             |
| 2018 | Game Over, Man!              |                    |             |
| 2019 | Flarsky                      |                    | [ 7 ]       |

#### Com a guionista
| Any  | Títol                        | Referències |
| ---- | ---------------------------- | ----------- |
| 2007 | Supersortits                 |             |
| 2008 | Drillbit Taylor              |             |
| 2008 | Pineapple Express            |             |
| 2011 | The Green Hornet             |             |
| 2012 | The Watch                    |             |
| 2013 | This Is the End              |             |
| 2014 | The Interview                |             |
| 2016 | Sausage Party                |             |
| 2016 | Neighbors 2: Sorority Rising |             |

### Sèries i pel·lícules de Televisió

#### Com a actor
| Any              | Títol                                                 | Paper                            | Notes                                                   | Referències |
| ---------------- | ----------------------------------------------------- | -------------------------------- | ------------------------------------------------------- | ----------- |
| 1999–2000        | Freaks and Geeks                                      | Ken Miller                       | Paper principal                                         |             |
| 2001–2002        | Undeclared                                            | Ron Garner                       | Paper principal                                         |             |
| 2003             | Dawson's Creek                                        | Bob                              | Episodi: "Rock Bottom"                                  |             |
| 2006             | American Dad!                                         | Estudiant (veu)                  | Episodi: "Camp Refoogee"                                |             |
| 2006             | Help Me Help You                                      | Seth                             | Episodi: "Working Women"                                |             |
| 2007, 2009, 2014 | Saturday Night Live                                   | ell mateix (amfitrió)            | 3 episodis                                              |             |
| 2009             | Premis Oscar de 2008                                  | Dale Denton                      | Especial de televisió                                   |             |
| 2009             | Family Guy                                            | ell mateix (veu)                 | 2 episodis                                              |             |
| 2009, 2014       | Els Simpson                                           | Lyle McCarthy / ell mateix (veu) | 2 episodis                                              |             |
| 2009             | Monsters vs. Aliens: Mutant Pumpkins from Outer Space | B.O.B. (veu)                     | Especial de televisió                                   |             |
| 2010             | Kung Fu Panda Holiday                                 | Mantis (veu)                     | Especial de televisió                                   |             |
| 2011             | 2011 MTV Video Music Awards                           | Futur Mike D                     | Especial de televisió                                   |             |
| 2011–2014        | The League                                            | Dirty Randy                      | 6 episodis                                              |             |
| 2012             | Eastbound & Down                                      | llançador de Texas               | Episodi: "Chapter 21"                                   |             |
| 2012             | 27th Independent Spirit Awards                        | ell mateix (amfitrió)            | Especial de televisió                                   |             |
| 2012             | Comedy Bang! Bang!                                    | ell mateix                       | Episodi: "Seth Rogen Wears A Plaid Shirt & Brown Pants" |             |
| 2013             | Comedy Central Roast of James Franco                  | ell mateix (amfitrió)            | Especial de televisió                                   |             |
| 2013             | The Mindy Project                                     | Sam Kleinfeld                    | Episodi: "The One That Got Away"                        |             |
| 2013             | Arrested Development                                  | jove George Bluth Sr.            | 4 episodis                                              |             |
| 2013             | Burning Love                                          | Roger                            | 2 episodis                                              |             |
| 2013–2015        | Kroll Show                                            | Diversos personatges             | 4 episodis                                              |             |
| 2014             | Loiter Squad                                          | Nena petita                      | Episodi: "Figure Four Leg Lock"                         |             |
| 2014             | The Comeback                                          | ell mateix                       | 2 episodis                                              |             |
| 2015             | Broad City                                            | Stacy masculina                  | Episodi: "In Heat"                                      |             |
| 2016             | Martha & Snoop's Potluck Dinner Party                 | ell mateix                       | Episodi: "Putting the Pot in Potluck"                   |             |
| 2017             | Dr. Ken                                               | ell mateix                       | Episodi: "Ken's Big Audition"                           |             |
| 2017             | Friends from College                                  | Paul "Party Dog" Dobkin          | Episodi: "Second Wedding"                               |             |

#### Com a guionista
| Any          | Títol         | Notes                                    | Referències |
| ------------ | ------------- | ---------------------------------------- | ----------- |
| 2001–2002    | Undeclared    | 5 episodis                               |             |
| 2004         | Da Ali G Show | 6 episodis                               |             |
| 2009         | Els Simpson   | Episodi: "Homer the Whopper"             |             |
| 2013         | The League    | Episodi: "Rafi and Dirty Randy"          |             |
| 2014         | The League    | Episodi: "When Rafi Met Randy"           |             |
| 2016–present | Preacher      | Desenvolupador; també productor executiu |             |

#### Com a director
| Any          | Títol      | Notes      | Referències |
| ------------ | ---------- | ---------- | ----------- |
| 2016–present | Preacher   | 4 episodis |             |
| 2017         | Future Man | 3 episodis |             |

### Vídeojocs
| Any  | Títol                       | Paper (veu) | Referències |
| ---- | --------------------------- | ----------- | ----------- |
| 2009 | Monstres contra alienígenes | B.O.B.      |             |

### Vídeos musicals
| Any  | Títol                          | Paper             | Artista      | Referències |
| ---- | ------------------------------ | ----------------- | ------------ | ----------- |
| 2011 | Fight For Your Right Revisited | Mike D (B-Boys 1) | Beastie Boys |             |